# Култура (вестник)
Вижте пояснителната страница за други значения на Култура.
Вестник „Култура“ е специализирано седмично издание за изкуство, медии, философия, история, политически дебати и културни събития.
Излиза всеки петък в 4 „тетрадки“ (общо 16 страници), първата от които е посветена на поддържани от постоянни колумнисти наблюдателски рубрики (за кино, театър, пластични изкуства, радио, телевизия, книги, чуждестранна хуманитаристика, по-рядко спорт), и от 2008 насам с втората – на политика. В. „Култура“ е и единственият вестник в областта на хуманитаристиката и културата, който поддържа пълен, безплатен достъп онлайн до своя архив от 1997 насам.

## История
Седмичникът „Народна култура“ излиза за пръв път през 1957 г.
Последният брой 29 (2949)/LXII излиза на 27 юли 2018 г.

### Редактори
Главни редактори на „Култура“ са били:
1. Александър Обретенов, редактор-основател (1957 – 1958);
2. Никола Ланков (1958 – 1965);
3. Крум Василев (1965 – 1966);
4. Владимир Найденов (1966 – 1967);
5. Христо Сантов (1967 – 1969);
6. Иван Руж (1969 – 1972);
7. Владимир Каракашев (1972 – 1976);
8. Георги Найденов (1976 – 1984);
9. Стефан Продев (1984 – 1988);
10. Григор Чернев (1988 – 1989);
11. Стефан Продев (1989 – 1990);
12. Копринка Червенкова (1990 – 2018).

### Изглед
Характерният облик на „Култура“ през 1980-те и 1990-те се налага от художника Христо Градечлиев.

#### През периода 1944 – 1989
Под ръководството на Стефан Продев през 1980-те „Народна култура“ се превръща в трибуна на интелектуалците-дисиденти.

#### След 1989
През 1990-те запазва интерес както към световните новости, така и към местни ценности като например читалищната култура.
През 1990 г. определението „народна“ отпада от заглавието на вестника, а самият вестник престава да бъде издаван от държавата, Копринка Червенкова става негов главен редактор.
Последният екип зад изданието е в състав: Христо Буцев, Георги Лозанов, Никола Вандов, Любен Русков, Марин Бодаков, Геновева Димитрова, Теодора Георгиева, Екатерина Дочева, Светла Петкова, Диана Попова и Стефан Банков. Художник Людмил Веселинов.